# Claude Michel (homme politique, 1939-2013)
Pour les articles homonymes, voir Claude Michel et Michel.
Claude Michel, né le 16 juillet 1939 à Etterbeek et décédé le 24 mars 2013 fut un homme politique belge bruxellois, membre du MR.
Il fut docteur en droit.

## Fonctions politiques
- Membre du Parlement de la Région de Bruxelles-Capitale de 1989 à 2004
- Échevin à Bruxelles